# Smilax hugeri
Smilax hugeri är en enhjärtbladig växtart som först beskrevs av John Kunkel Small, och fick sitt nu gällande namn av J.B.Norton och Francis Whittier Pennell. Smilax hugeri ingår i släktet Smilax och familjen Smilacaceae. Inga underarter finns listade.